# Ophichthus naevius
Ophichthus naevius — вид вугроподібних риб родини гострохвостих вугрів (Ophichthidae). Описаний у 2023 році.

## Поширення
Вид поширений в Бенгальській затоці біля узбережжя Індії. Типові зразки виловлені у Центрі рибного господарства Мудасалодаї біля узбережжя Куддалора.

## Опис
Ophichthus naevius відрізняється від своїх родичів тим, що має унікальне забарвлення: спинна поверхня з численними темними плямами, черевна частина тіла блідо-жовтувато-зелена, початок спинного плавця безпосередньо перед кінчиком грудного плавця.